# Oelsberg
Oelsberg ist eine Ortsgemeinde im Rhein-Lahn-Kreis in Rheinland-Pfalz. Sie gehört der Verbandsgemeinde Nastätten an.

## Geographie
Oelsberg liegt in einem kleinen Seitental des Mühlbaches im nordwestlichen Taunus.
Nachbarorte sind die Stadt Nastätten im Osten, sowie die Ortsgemeinden Lautert und Niederwallmenach im Süden, Endlichhofen und Ruppertshofen im Westen sowie Miehlen im Norden.

## Geschichte
Als Ulsbure ist der Ortsname erstmals um 1260 dokumentiert. Nach verschiedenen Abwandlungen wie Olsbor (1361) und Ulsberg (1403) findet sich etwa ab 1720 die heutige Schreibweise. Die Herkunft des Ortsnamens wird unterschiedlich als Bachname oder als Berg des Uhle gedeutet.
Oelsberg war im Mittelalter Teil des Vierherrengerichts auf dem Einrich. Nach dem Erlöschen der katzenelnbogischen Grafen im Mannesstamme kam der Ort 1479 mit der Niedergrafschaft Katzenelnbogen an den Landgrafen von Hessen und durch Erbteilungen der Grafschaft nachfolgend im 17. Jahrhundert unter der Oberhoheit von Hessen-Kassel an die Nebenlinie Hessen-Rheinfels-Rotenburg. Innerhalb der Niedergrafschaft Katzenelnbogen war Oelsberg dem Amt Reichenberg und dem Gericht Ruppertshofen unterstellt.
Von 1806 bis 1813 stand das Gebiet unter französischer Verwaltung (pays réservé). Nach dem Wiener Kongress (1815) wurde die Region und damit auch Oelsberg aufgrund eines Tauschvertrages 1816 dem Herzogtum Nassau zugeordnet. Infolge des sogenannten Deutschen Krieges wurde das Herzogtum Nassau 1866 vom Königreich Preußen annektiert. Oelsberg wurde zunächst dem Unterlahnkreis im Regierungsbezirk Wiesbaden der neuen preußischen Provinz Hessen-Nassau zugeordnet, nach einer 1886 erfolgten Neuaufteilung dann dem neu gebildeten Kreis Sankt Goarshausen (später in Loreleykreis umbenannt).
Nach dem Ersten Weltkrieg war Oelsberg bis zum Abzug der Franzosen 1929 besetzt. Der Ort wurde am 27. März 1945 von amerikanischen Truppen eingenommen. Nach dem Zweiten Weltkrieg gehörte er zur französischen Besatzungszone und ist seit 1946 Teil des damals neu geschaffenen Landes Rheinland-Pfalz. Am 7. Juni 1969 gelangte Oelsberg durch die im Zuge der rheinland-pfälzischen Kommunalreform erfolgte Zusammenlegung von Loreley- und Unterlahnkreis zum neugebildeten Rhein-Lahn-Kreis.

## Politik

### Gemeinderat
Der Gemeinderat in Oelsberg besteht aus zwölf Ratsmitgliedern, die bei der Kommunalwahl am 9. Juni 2024 in einer Mehrheitswahl gewählt wurden, und der ehrenamtlichen Ortsbürgermeisterin als Vorsitzender.

### Bürgermeister
Tanja Steeg wurde am 28. Juni 2019 Ortsbürgermeisterin von Oelsberg. Bei der Direktwahl am 26. Mai 2019 war sie mit einem Stimmenanteil von 81,25 % gewählt worden. Bei der Direktwahl am 9. Juni 2024 wurde Steeg als einzige Bewerberin mit 79,8 % für weitere fünf Jahre in ihrem Amt bestätigt.
Steegs Vorgänger waren Gerhard Hilgert, der das Amt seit 2015 ausgeübt, 2019 aber nicht erneut angetreten war, sowie von 1999 bis 2014 Thomas Scholl (SPD).

### Wappen
| Wappen von Oelsberg | Blasonierung: „Gespalten mit rechter Flanke 1/3 : 2/3, rechts in Gold eine grüne Ähre, links in Grün eine sitzende, herschauende, silberne Eule.“ |
| Wappen von Oelsberg | Wappenbegründung: Das grüne Schild und die Ähre symbolisieren die Landwirtschaft und den Wald, die silberne Eule den Namen der Ortsgemeinde.      |

## Sehenswürdigkeiten
- evangelische Kapelle (einstige Wallfahrtskapelle)
- Backhaus

Siehe auch: Liste der Kulturdenkmäler in Oelsberg

## Verkehr
Oelsberg liegt zwischen der Kreisstraße 80 im Norden und der Bundesstraße 274 im Süden.
Der Ort ist durch Buslinien des Verkehrsverbunds Rhein-Mosel in den ÖPNV eingebunden.